# 中国国際放送
中国国際放送（ちゅうごくこくさいほうそう）は、中華人民共和国の対外向けラジオ放送（国際放送）。

## 概説
中央広播電視総台（CMG）に所属する組織で、国家国際放送局である中国国際放送局（中国国際広播電台、簡体字中国語: 中国国际广播电台、英語: China Radio International、略称: CRI）が、首都北京から約200か国に向けて放送を行っている。放送は、中国の共通語（普通話）及び4つの方言、38の外国語を用いる。以前は「北京放送」、英語では「RADIO PEKING」と称しており、日本語など一部言語では現在も「こちらは北京放送・中国国際放送局です」とアナウンスしている。
放送開始時の音楽インターバル・シグナル (IS) は全言語共通で、中国国歌である義勇軍進行曲の冒頭をアレンジしたものである。朝鮮語放送など一部で音程が高いものもある。以前は「東方紅」のメロディーを使用しており、現在もインドネシア向け放送の一部で「東方紅」を用いる。
2006年に、ケニアのナイロビとラオスのビエンチャンから現地向けFM放送を開始した。
2018年に、モバイルアプリの「CRI日本語」がiOSとアンドロイドのアプリストアで公開され、公式サイトが刷新された。
2018年3月21日、「党・国家機構改革深化計画」に基づき、中央電視台（CCTV）・中国国際電視台（CGTN）、中央人民広播電台（CNR）、中国国際広播電台（CRI、中国国際放送）が統合され、中国共産党中央委員会宣伝部指導の下、国務院直属の公的機関である新設の中央広播電視総台（CMG）が発足した。これまでの組織構造は廃止されたが、従来の名称が引き続き使用されている。

## 沿革
- 1940年12月30日 - 中国共産党による最初の放送局、延安新華広播電台が、延安市から放送開始（短波）。呼出符号はXNCRで、「NCR」は“New Chinese Radio”の意味を込めた。
- 1941年12月3日 - 最初の海外放送として、日本語放送開始。
- 1943年春 - 延安新華広播電台、送信機の重大な故障により放送停止。3月8日の説がある。
- 1945年8月 - 延安新華広播電台、日中戦争の終結前後に放送再開。
- 1947年3月21日 - 延安新華広播電台、国民党軍の攻撃により移転し、陝北新華広播電台と改称。
- 1947年9月11日 - 陝北新華広播電台、英語放送開始。
- 1949年3月25日 - 陝北新華広播電台、北平（現・北京）に移転し、北平新華広播電台と改称。
- 1949年9月27日 - 北平新華広播電台、北京新華広播電台と改称。
- 1949年10月1日 - 北京新華広播電台、中華人民共和国中央人民政府成立慶祝大会（開国大典）を天安門から実況中継。
- 1949年12月5日 - 北京新華広播電台第一台、中央人民広播電台と改称。
- 1950年4月10日 - 中央人民広播電台、対外放送に「北京広播電台」（英称は“Radio Peking”、日本語による呼称は「北京放送局」）の呼称を使用開始。北京放送局、ベトナム語・ビルマ語・タイ語・インドネシア語放送を開始（朝鮮語放送も試験的に開始）。東南アジアの華僑向け放送には、中央人民広播電台の呼称をそのまま使用。起用し「東方紅」の冒頭部分から曲として。
- 1950年7月2日 - 北京放送局、朝鮮語放送を正式に開始。
- 1966年7月1日 - 中国の文化大革命が開始されるとISが「東方紅」に代わる。
- 1993年1月1日 - 名称を中国国際放送に変更。ISが「東方紅」から中国の国歌「義勇軍進行曲」に代わる。
- 2013年7月 - 国家新聞出版広電総局の直属となる。（2018年まで）
- 2018年3月21日 - 独立した国営組織としての地位を失い、新設の中央広播電視総台（CMG）の傘下組織となり、ブランド名をCRIから上部組織であるCGTN(China Globa TV Network：中国環球電視網）に変更するようになった。[2]
- 2021年12月 - 英語版環球広播（CHINA PLUS）は「CGTN RADIO」と改名され、CGTNの管轄下に置かれた。現在に至るまで、中国語版「国際在線」を除き、中国国際放送のすべての外国語版サイトはCGTNとCRI Onlineの共存ブランドで運営されている。

## 日本語放送
日本語放送は中華民国時代の1941年12月3日に延安新華放送局として開始された。開局当初は日中戦争で戦う兵士へ向けた投降の呼び掛けや反軍国主義宣伝（プロパガンダ）が中心で、主たる聴取者も捕虜収容所に収容された日本兵だった。
1966年 - 1976年の文化大革命の時期は、毛主席語録の紹介や革命歌のコーナーなど、文化大革命の影響により政治色の強い番組構成だった。このため中国共産党との関係が悪化していた日本共産党では、機関紙「しんぶん赤旗」への北京放送（日本語放送）の番組表掲載を中止した。
1976年に文化大革命が終結し、1978年以降から改革開放政策が実施されるようになると、政治色は弱まり、娯楽色の強い番組構成になっていった。
1970年代 - 1980年代の日本の「BCLブーム」の頃は、1972年の「日中国交正常化」や1978年の「日中平和友好条約」の締結など友好的な雰囲気だったので「北京放送を聴く会」という聴取者団体ができて放送局と交流するなど熱心なリスナーも存在していた。
2000年代以降は、改革開放政策が進展して経済成長を遂げており経済関連番組や中国の音楽や映画などのエンターテインメント情報番組や中国語の語学講座などの番組構成となっている。
日本語部は東北アジア・中央アジア放送センター（日本語・朝鮮語・モンゴル語・カザフ語）に属している。
山梨県にあるテレビ山梨 (UTY)（TBS系列）と1985年から長年にわたって友好関係を築いており、中国国際放送日本語部のアナウンサーの研修をテレビ山梨 (UTY) 側が受け入れたり、上海探偵団など日中が関わる特別番組を共同で制作したりするなどしている。
2020年10月12日から「CGTN Japanese」として動画ニュース番組を配信（これまではCRI日本語放送として配信）。

### 番組内容
2005年12月15日まで、夜の日本語放送は18:30から翌日00:26までの6時間を通して放送（最後の23:30からの放送は一部解説番組などは省略）。番組編成は1時間単位とし、リスナーの生活時間帯などを配慮して、日本時間18時30分開始の分を初回放送とし、以後ニュース・時事解説・中国レポート（後者の2つはほぼ趣旨が同じ）などの報道番組を除き、再放送を翌々日まで1時間ずつずらして合計6回行った。
- 例、月曜日18時30分初回の番組は月曜21時30分、火曜19時30分と22時30分、水曜20時30分と23時30分の合計5回再放送した。

その後2005年12月16日から2013年3月31日放送（実質は4月1日午前8時開始分）までは番組改正に伴い夜の放送での1044kHz（過去には夜の放送に限り7190kHzも該当）を除く周波数を1時間ごとに区切るようにした。日本語放送は30分繰り下げの毎日19時の放送で番組内容を更新するが、従来と同じく報道番組以外は基本的に1時間単位で、本放送を含む放送当日と翌日の合計8回に渡って放送されていた。
- 例、月曜日19時初回の番組は、月曜21時・23時、火曜7時・8時、及び20時・22時・24時（水曜0時）の7回再放送されていた。

2013年4月1日以後は放送時間ごとの周波数は1時間単位で変わらないものの、番組を3時間のワイド番組と見立てた「ハイウェイ北京 CRI中国情報ラジオ」としてリニューアルし、日本時間19-22時までを初回放送、22時-翌日1時（深夜25時）と、翌日7時-9時に再放送（翌日早朝分は19時台の再放送はなし　土曜・日曜は19時から20時のみが初回で残りは同じ番組を合計7回繰り返し）を行うという体裁となった。
毎時00分からのニュースはこれまでの10分から5分に縮小し、時事解説・中国リポートは廃止（実質的には19時、22時のそれぞれ15分目から放送される「チャイナエクスプレス」のコーナーがその後継になる）。そのあとに中国語講座（10分）を編成し、その後の残り時間は日時ごとに異なるテーマの内容を放送するようになった。主なものとして、「中日交流カフェ」（お便りの紹介）、「中日コミュ」（日本語を勉強している中国人の論文紹介）、「中国の旅」、その他インタビューや時事・季節の話題、エンターテインメント情報などで構成されている。
その後、リスナーから「ニュースの時間を増やしてほしい」などの要望があったことなどを踏まえ、2014年1月7日からニュース枠を10分に拡大し、「ハイウェイ北京」もこれまでの3時間から2時間に縮小（日本時間19-20時台が初回、以後翌朝を含め2回ずつ再放送）。更に日本時間21・24時台は前日の番組の一部を再放送、また週末（こちらは従来と同じ1時間もので、2時間目以後は再放送）は新番組「中国ミュージックマガジン」（土曜日）と、過去に放送したミニ番組のアンコール放送などを行うなどの見直した。
各曜日・時間ごとのテーマ（2014年1月以後）
| 時間/曜日       | 月曜 | 火曜 | 水曜 | 木曜 | 金曜 | 土曜                                  | 日曜                                  |
| --------------- | --- | --- | --- | --- | --- | ------------------------------------- | ------------------------------------- |
| 1時間目 （A枠） | チャイナエクスプレス （ニュース解説・トピックス）                                                              | チャイナエクスプレス （ニュース解説・トピックス）                                                              | チャイナエクスプレス （ニュース解説・トピックス）                                                              | チャイナエクスプレス （ニュース解説・トピックス）                                                              | 中国の旅 | アンコールアワー                      | アンコールアワー                      |
| 1時間目 （A枠） | チャイナエクスプレス （ニュース解説・トピックス）                                                              | スペシャルバスケット 中国の昔ばなし                                                                            | この町・この人 漢詩歳時記                                                                                      | 小茶館 | 中国の旅 | アンコールアワー                      | アンコールアワー                      |
| 2時間目 （B枠） | ライフマガジン （中国経済）                                                                                    | CRIインタビュー                                                                                                | 中日交流カフェ                                                                                                 | 中日コミュ | 中国の旅プラス                                                                                                 | （土・日のB・C枠はA枠の番組の再放送） | （土・日のB・C枠はA枠の番組の再放送） |
| 3時間目 （C枠） | （原則として前日のA枠で放送した番組の再放送） ※21時・24時開始分のみ。日によって前日B枠の再放送になる場合もある | （原則として前日のA枠で放送した番組の再放送） ※21時・24時開始分のみ。日によって前日B枠の再放送になる場合もある | （原則として前日のA枠で放送した番組の再放送） ※21時・24時開始分のみ。日によって前日B枠の再放送になる場合もある | （原則として前日のA枠で放送した番組の再放送） ※21時・24時開始分のみ。日によって前日B枠の再放送になる場合もある | （原則として前日のA枠で放送した番組の再放送） ※21時・24時開始分のみ。日によって前日B枠の再放送になる場合もある | （土・日のB・C枠はA枠の番組の再放送） | （土・日のB・C枠はA枠の番組の再放送） |

年末年始と中国の旧正月前後は、日本の「紅白歌合戦」を模した「紅白歌くらべ・知恵くらべ」を放送する。日本語放送の担当者らがカラオケやかくし芸を披露してクイズ大会を催し、聴取者はメールや郵便などで投票する。2014年度からカラオケ大会に特化した「紅白歌くらべ」となり、日本語放送担当者に加えて、中国在住日本人や日本在住中国人など一般リスナーから参加者を募る。500人以上の応募者から書類とテープを審査して50組に絞り、インターネットで聴取者投票し、12月8日に収録した元日放送の本選に10組が出場する。今大会は中国国際放送に加えて、衛星放送の寧夏チャンネル、インターネットテレビの新華網、人民網他で映像番組として配信し、在中国日本大使館、中国日本商会など日中の交流各機関、シャープ、テルモの現地法人などから協賛と後援を得た。

### 放送時間と周波数
※下記、周波数は2022年10月30日から実施
| 放送時間    | 放送枠 | 周波数 | 送信局   | 周波数 | 送信局   | 周波数 | 送信局   |
| ----------- | ------ | ------ | -------- | ------ | -------- | ------ | -------- |
| 19:00-20:00 | A      |        |          | 7325   | 金華 831 | 9440   | 西安 594 |
| 20:00-21:00 | B      | 1044   | 常州 623 | 7325   | 金華 831 | 7260   | 西安 594 |
| 21:00-22:00 | C      | 1044   | 常州 623 | 7325   | 金華 831 | 7260   | 西安 594 |
| 22:00-23:00 | A      | 1044   | 常州 623 | 7325   | 西安 594 | 7410   | 金華 831 |
| 23:00-24:00 | B      | 1044   | 常州 623 | 7355   | 西安 594 | 7410   | 金華 831 |
| 00:00-01:00 | C      | 1044   | 常州 623 | 7220   | 金華 831 | 5980   | 西安 594 |
| 07:00-08:00 | A      |        |          | 5985   | 西安 594 | 7430   | 金華 831 |
| 08:00-09:00 | B      |        |          | 9720   | 西安 594 | 9695   | 金華 831 |

- 放送時間は日本標準時 (JST)
- 記号は放送枠のゾーンを示す。C枠のみ翌朝（火 - 土曜日早朝）の再放送はなし。土曜・日曜は翌朝の再放送を含めA枠のみを繰り返し放送。
- 周波数はkHz
- 短波の送信出力は500kW、中波の送信出力は600kWである。

### 送信所
- 常州局:北緯31度42分36秒 東経120度06分45秒 / 北緯31.71000度 東経120.11250度
- 西安局:北緯34度12分00秒 東経108度54分00秒 / 北緯34.20000度 東経108.90000度
- 金華局:北緯28度07分00秒 東経119度39分00秒 / 北緯28.11667度 東経119.65000度

### アナウンサー
- 日本語放送には、日本人業務経験者が外国専家と呼ばれる「雇われ外国人専門家」として国家公務員に準じて雇われる。

　一年に一度、日本への帰国用無料航空券が用意される他（複数年雇用の場合）、放送局近くに用意された専用マンションに住宅が与えられる（自費だが市場価格より安価）。番組作成は、アナウンサー自ら企画報道できるため、日本国内で主にラジオ放送アナウンサーを経験していた人が移籍するケースが多い。

#### 2018年9月現在の出演者
- 月曜　劉叡琳
- 火曜　王小燕、斉鵬
- 水曜　謝東／劉非
- 木曜　劉叡／孟群
- 金曜　任春生
- 土曜＆日曜　ハイウエイ北京・週末編
  - 中国人物辞典（斉鵬）
  - チャイナメロディー（黄競）
  - 新・中国昔話（白昊）

※土曜の残り時間・日曜「アンコール」はコーナーごとに異なる。
その他の日本語スタッフ（翻訳、報道要員、裏方など）は日本語部スタッフ紹介参照

### 備考
- それぞれの放送開始から56分ごろから次の00分まではインターバル・シグナル（IS）の音楽が流れる（一部の周波数は、57分ごろに停波する。それまでは00:26の放送終了時に終了アナウンスが放送されていたが現在はそれがなく、それに代えて日本語放送のお便り・受信報告の宛先と、日本語ホームページURL・メールアドレスを紹介している）。
- 1044kHzは中波の為、短波ラジオを所有していなくても、市販されている多くのラジオで聴取は可能である。
- 古くからインターバルシグナルとして使われてきた東方紅のメロディーは、2025年5月現在使われていない。
- 日本語放送は、CRIホームページ（下記「外部リンク」）から、オンデマンド放送、ポッドキャスト（一部）でも聴くことができる。
- 2019年4月現在、当局の番組の一部をコーナー化し再構成した番組「中国直行便」が茨城放送（平日5:00 - 5:55[注釈 3]、2019年12月まで）や一部コミュニティFM局で放送されている。以前はBSデジタル放送のBSラジオNIKKEIの300chで、「中国の話題」のタイトルで一部の番組が放送されていた（放送時間:月曜日午後8:10〜8:25、火〜金午後8:10〜8:40、1週間分の再放送が日曜日午後1:50～4:05）。
- 中波1044kHzは名古屋のCBCラジオと周波数（1053kHz）が近いため、混信が起こる。その為、CBCラジオのサービスエリアにあたる地域（愛知・岐阜・三重の各県および周辺地域）では受信困難、または非常に受信しにくい。
- ニュースコーナーでは朝鮮民主主義人民共和国（北朝鮮）を「朝鮮」、大韓民国を「韓国」と呼称している。なお中韓国交正常化以前は韓国を「南朝鮮」と呼称していた。

## 中国国内向け放送
CRIは、対外放送の他に、中国国内向けのラジオ放送も行っている。
| 名称                                  | 言語        | 周波数                                               | 放送開始日    |
| ------------------------------------- | ----------- | ---------------------------------------------------- | ------------- |
| 轻松调频 Easy FM                      | 英語 中国語 | 北京：FM 91.5MHz                                     | 1984年1月1日  |
| 劲曲调频 Hit FM                       | 英語 中国語 | 北京：FM 88.7MHz 上海：FM 87.9MHz 広州：FM 88.5MHz   | 1999年3月28日 |
| 环球资讯广播 News Radio               | 中国語      | 北京：FM 90.5MHz                                     | 2005年6月28日 |
| 英语资讯广播 CGTN Radio               | 英語        | 北京：AM 846KHz                                      | 2010年8月1日  |
| 南海之声 Voice of the South China Sea | 中国語      | 三沙：FM 101.0MHz 瓊海：FM 102.0MHz 三亜：FM 89.1MHz | 2013年4月9日  |